# Aranđelovac
Aranđelovac (în sârbă Аранђеловац, pronunțat [ǎraːndʑeloʋats] ⓘ) este un oraș și o comună situate în districtul Šumadija din centrul Serbiei. În 2011, comuna avea o populație de 46.225 locuitori, în timp ce orașul avea 24.797 de locuitori. 
Se află la poalele munților Bukulja și Venčac, la aproximativ 255 metri (837 ft) deasupra nivelului mării, la 75 kilometri (47 mi) distanță de Belgrad. Comuna are două orașe și 18 sate. De asemenea, centrul de tratament balneoclimateric „Bukovička Banja” este situat în oraș. 

## Etimologie
Cea mai mare parte a teritoriului orașului a aparținut în trecut satului Vrbica, astăzi o suburbie a sa. Deoarece prințul Miloš Obrenović (1780 - 1860) a locuit adesea în Bukovička Banja, acesta a decis să construiască o biserică în Vrbica în 1858 (una dintre „bisericile sale de pocăință”) și a dedicat-o Sfântului Arhanghel Gabriel. 
Prin decretul prințului, comunitatea în creștere din jurul bisericii a fost proclamată ca orașul Aranđelovac („Orașul Arhanghelului (Îngerului)”) în 1859, ocupând părți importante ale teritoriilor satelor Vrbica și Bukovik. Prin același decret, prințul a dispus înființarea centrului de tratament balneoclimateric Bukovička Banja.

## Istorie

### Preistorie
Cu toate că orașul în sine este o așezare din secolul al XIX-lea, zona a fost locuită de mult timp. Situl paleolitic al Peșterii Risovača este situat la intrarea în oraș. Pe versantul estic al muntelui Venčac există localitatea Dizljak, care aparține culturii neolitice Vinča.

### Perioada romană
Resturi din perioada romană au fost descoperite pe vârful Micul Venčac: ceramică, pahare și vase din sticlă, ulcioare, bijuterii (cercei, perle ornamentale, fibule), haine (curele, catarame) și monede. Întrucât zona este formată majoritar din calcar, obiectele găsite s-au corodat semnificativ, cu excepția rămășițelor de sticlă care sunt conservate în mod excepțional. Bijuteriile sunt realizate din cupru și argint.
În vara lui 2017, alte rămășițe romane au fost dezgropate pe Marele Venčac, cel mai înalt vârf al muntelui, la aproximativ 500 metri (1.600 ft) depărtare de Micul Venčac. Printre rămășițe s-au găsit morminte, oase, sticlă și ceramică. Necropola este datată între secolul al IV-lea și secolul al VI-lea; până în august 2018 au fost descoperite 23 de morminte, inclusiv mormântul unui copil. Patru schelete au fost așezate în direcția est-vest, iar celelalte în nordvest-sudest. Mormintele se răspândesc în direcția vârfului cel mai înalt, însă nu există finanțare suficientă pentru a explora vârful muntelui în sine.
S-a considerat anterior că acesta este un avanpost militar, dar odată cu noile descoperiri, se crede acum că a fost o așezare complet dezvoltată și construită sistematic. La sfârșitul secolului al XX-lea, sondarea terenului a indicat faptul că unitățile de locuit au fost construite sub pământ. Un sondaj antropologic al oaselor este planificat pentru a confirma că civilii au locuit și în așezare. Una dintre probleme este cariera locală, deoarece arheologii consideră că săpăturile de zeci de ani de pe munte au distrus majoritatea rămășițelor.

### Evul Mediu
În anii 2010, au fost descoperite resturile bisericii din secolul al XIV-lea din localitatea Dvorine, în timp ce în secolul al XVI-lea zona era un domeniu al lui Pavle Bakić, ultimul Despot al Serbiei.

## Așezări
În afară de orașul Aranđelovac, comuna cuprinde următoarele așezări: 
- Banja
- Bosuta
- Brezovac
- Bukovac
- Bukovička Banja
- Venčane
- Vrbica
- Vukosavci
- Garaši
- Gornja Trešnjevica
- Darosava
- Jelovik
- Kopljare
- Misača
- Orašac
- Progoreoci
- Ranilović
- Stojnik
- Tulež

## Date demografice
Conform rezultatelor recensământului din 2011, comuna Aranđelovac avea o populație de 46.225 de locuitori. 

### Grupuri etnice
Compoziția etnică a comunei:
| Grup etnic   | populație |
| ------------ | --------- |
| sârbi        | 44581     |
| Rromi        | 382       |
| muntenegreni | 186       |
| macedoneni   | 60        |
| iugoslavi    | 49        |
| croați       | 38        |
| români       | 25        |
| musulmani    | 18        |
| maghiari     | 17        |
| bulgari      | 15        |
| ruși         | 14        |
| Alții        | 840       |
| Total        | 46225     |

## Climat
Aranđelovac are un climat continental umed (clasificarea climatică Köppen: Dfb), care este foarte apropiat de climatul temperat-oceanic (clasificarea climatică Köppen: Cfb).
| Date climatice pentru Aranđelovac | Date climatice pentru Aranđelovac | Date climatice pentru Aranđelovac | Date climatice pentru Aranđelovac | Date climatice pentru Aranđelovac | Date climatice pentru Aranđelovac | Date climatice pentru Aranđelovac | Date climatice pentru Aranđelovac | Date climatice pentru Aranđelovac | Date climatice pentru Aranđelovac | Date climatice pentru Aranđelovac | Date climatice pentru Aranđelovac | Date climatice pentru Aranđelovac | Date climatice pentru Aranđelovac |
| Luna                              | Ian                               | Feb                               | Mar                               | Apr                               | Mai                               | Iun                               | Iul                               | Aug                               | Sep                               | Oct                               | Nov                               | Dec                               | Anual                             |
| --------------------------------- | --------------------------------- | --------------------------------- | --------------------------------- | --------------------------------- | --------------------------------- | --------------------------------- | --------------------------------- | --------------------------------- | --------------------------------- | --------------------------------- | --------------------------------- | --------------------------------- | --------------------------------- |
| Maxima medie °C (°F)              | 3.0 (37,4)                        | 6.0 (42,8)                        | 11.5 (52,7)                       | 16.3 (61,3)                       | 21.1 (70)                         | 24.4 (75,9)                       | 26.5 (79,7)                       | 26.6 (79,9)                       | 23.0 (73,4)                       | 17.4 (63,3)                       | 9.8 (49,6)                        | 4.7 (40,5)                        | 15,86 (60,54)                     |
| Media zilnică °C (°F)             | −0.3 (31,5)                       | 2.2 (36)                          | 6.5 (43,7)                        | 10.9 (51,6)                       | 15.6 (60,1)                       | 18.9 (66)                         | 20.5 (68,9)                       | 20.4 (68,7)                       | 17.0 (62,6)                       | 12.2 (54)                         | 6.1 (43)                          | 1.7 (35,1)                        | 10,98 (51,76)                     |
| Minima medie °C (°F)              | −3.5 (25,7)                       | −1.5 (29,3)                       | 1.5 (34,7)                        | 5.6 (42,1)                        | 10.1 (50,2)                       | 13.5 (56,3)                       | 14.6 (58,3)                       | 14.3 (57,7)                       | 11.0 (51,8)                       | 7.0 (44,6)                        | 2.5 (36,5)                        | −1.3 (29,7)                       | 6,15 (43,07)                      |
| Precipitații mm (inches)          | 51 (2.01)                         | 47 (1.85)                         | 49 (1.93)                         | 58 (2.28)                         | 81 (3.19)                         | 88 (3.46)                         | 76 (2.99)                         | 54 (2.13)                         | 54 (2.13)                         | 48 (1.89)                         | 61 (2.4)                          | 66 (2.6)                          | 733 (28,86)                       |
| Sursă: Climate-Data.org           |                                   |                                   |                                   |                                   |                                   |                                   |                                   |                                   |                                   |                                   |                                   |                                   |                                   |

## Economie

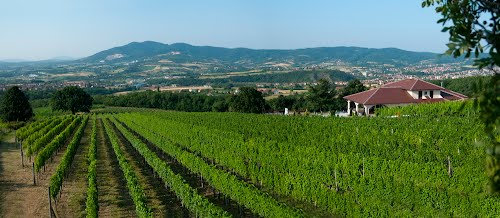
Podgorii în afara oraşului Arandjelovac

Fiind o stațiune balneară, turismul și industria hotelieră reprezintă principalele activități economice din oraș. Arandjelovac are numeroase hoteluri, inclusiv Staro zdanje, Šumadija și Izvor,precum și multe hoteluri mai mici de tip boutique și case de oaspeți. În plus, străzile orașului sunt pline de numeroase cafenele, baruri, restaurante și magazine. Eco-turismul precum și cel rural sunt, de asemenea, populare în satele din jurul orașului. 
Cea mai cunoscută companie originară din Aranđelovac este Knjaz Miloš, care produce apă minerală forte populară, precum și sucuri  și băuturi energetice. Apa minerală natural carbonizată este extrasă din izvoarele de peste 100 metri (330 ft) adâncime, situate sub faimoasa marmură albă a muntelui Vencac. Marmura este exploatată de compania Venčac. Acest material de calitate de la Venčac a fost folosit la construirea numeroaselor statui care sunt expuse în parcul central de-a lungul orașului, statui construite de un număr de sculptori internaționali. Compania Šamot produce materiale la temperaturi ridicate din depozitele locale de aluminosilicați, în timp ce Elektroporcelan produce izolatoare electrice și termice din ceramică. Compania Peštan este specializată în produse din PVC. Kubršnica este o cunoscută fabrică de cărămidă și materiale de construcție. 
Următorul tabel oferă o previzualizare a numărului total de persoane înregistrate angajate de persoane juridice după activitatea lor principală (în 2018):
| Activitate                                                                     | Total |
| ------------------------------------------------------------------------------ | ----- |
| Agricultură, silvicultură și pescuit                                           | 34    |
| Minerit și cariere                                                             | 99    |
| Fabricație                                                                     | 4175  |
| Alimentare cu energie electrică, gaz, abur și aer condiționat                  | 83    |
| Rezerva de apă; activități de canalizare, gestionare și remediere a deșeurilor | 270   |
| Construcții                                                                    | 381   |
| Comerț cu ridicata și cu amănuntul, reparații de autovehicule și motociclete   | 2137  |
| Transport și depozitare                                                        | 470   |
| Cazare și servicii alimentare                                                  | 378   |
| Informații și comunicare                                                       | 103   |
| Activități financiare și de asigurare                                          | 139   |
| Activități imobiliare                                                          | 30    |
| Activități profesionale, științifice și tehnice                                | 333   |
| Activități de servicii administrative și de asistență                          | 159   |
| Administrație publică și apărare; securitate socială obligatorie               | 323   |
| Educație                                                                       | 846   |
| Sănătate umană și activități de muncă socială                                  | 756   |
| Artă, divertisment și recreere                                                 | 149   |
| Alte activități de servicii                                                    | 190   |
| Muncitori agricoli individuali                                                 | 361   |
| Total                                                                          | 11415 |

## Turism

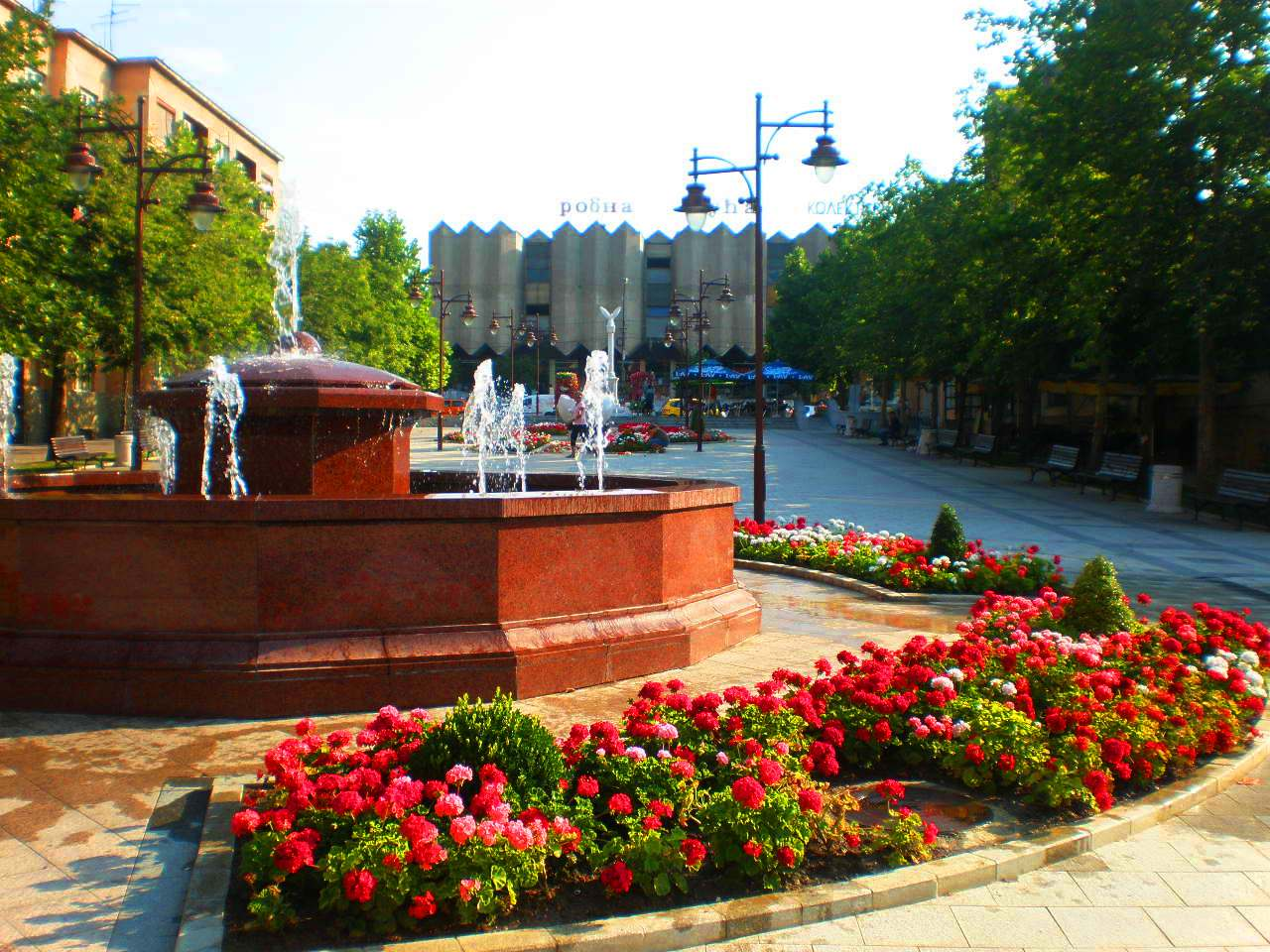
Piața principală din Aranđelovac.

### Bukovička Banja
Aranđelovac este binecunoscut pentru izvoarele de apă minerală spumantă. Dositej Obradović, autor, educator și lider al mișcării iluministe sârbe, a adus izvoarele în atenția publicului larg prin frecventarea centrului de tratament balneoclimateric (spa) la sfârșitul secolului al XVIII-lea și începutul secolului al XIX-lea. În 1809 scria că „doarme bine atunci când beau apa minerală Bukovik”. Folcloristul Vuk Stefanović Karadžić a menționat două surse de „apă acră (sau acidă)” (care este un nume sârb pentru apa minerală carbogazoasă) în Serbia: „una la Asan-paša Palanka” și una „la fel, în Bukovik”.
La cererea personală a prințului Miloš Obrenović, apa din izvoarele minerale din Bukovik a fost transportată și consumată la curtea sa, astfel încât sătenii au început să transporte apa la Belgrad cu căruțe cu boi. Caravana avea un traseu de parcurs de 9 ore până la Kragujevac și 13 ore până la Belgrad. După ce calea ferată a fost construită prin Belgrad în 1884, apa a fost expediată la Budapesta, Viena, Londra etc. Îmbutelierea manuală a apei minerale destinate utilizării comerciale a început la începutul secolului al XX-lea și, în deceniile următoare, a primit cele mai înalte onoruri internaționale pentru calitate, inclusiv la târgurile de la Bruxelles (1906) și Londra (1907), când a fost declarată apa minerală de cea mai înaltă calitate. O fotografie promoțională cu băieți și fete într-o barcă pe lacul de apă minerală a devenit faimoasă în toată Europa.

### Pavilionul prințului Miloš
În 1907 a fost construit Pavilionul Prințului Miloš în locul unuia dintre cele mai vechi izvoare descoperite. Pavilionul a fost proiectat de arhitectul Branko Tanazević și a fost una dintre primele clădiri din Serbia realizate cu beton armat. Acesta a fost construit în stilul secesionist vienez  și era format din trei secțiuni. Izvorul cu apă minerală se afla în partea centrală, instalația de îmbuteliere se afla în aripa de nord, în timp ce în aripa de sud exista un magazin de patiserie. Aripa de sud a fost inițial o verandă cu o colonadă. Mai târziu, a fost zidită pentru a se mări interiorul clădirii și pentru a fi imitată aripa de nord opusă.
La mijlocul anilor 1960, pavilionul a fost transformat într-o galerie de artă. După ce pavilionul a fost deteriorat în timpul inundațiilor din Europa de Sud-Est din 2014 a fost renovat din septembrie 2015 până în iunie 2016. Scopul proiectului nu a fost doar reconstrucția și protecția împotriva umezelii și a apei, ci restaurarea aspectului inițial al edificiului. Deoarece niciun plan original nu a supraviețuit, obiectul a fost re-măsurat și vechi cărți poștale au fost folosite. În timpul reconstrucției podelei, s-a descoperit scara originală cu plăci ceramice. Aceasta conduce la locația inițială de îmbuteliere, deoarece toate arcurile erau de 1,5 la 2 metri (4 ft 11 in la 6 ft 7 in) sub suprafață. Astăzi sunt toate la nivelul solului. Scara veche, nefiind inclusă în proiect, și cum nimeni nu știa despre ea, a fost acoperită din nou. Aripă de sud a fost restaurată la aspectul verandei originale, dar a fost folosită în schimb sticlă transparentă. Apa minerală este încă disponibilă în partea centrală, însă acum este adusă prin conducte din toate izvoarele vecine. Aripă de sud găzduiește încă galeria și un mic muzeu al centrului Bukovička Banja. Proiectul de reconstrucție a primit premiul Europa Nostra din 2018, premiul Uniunii Europene pentru patrimoniul cultural.

### Parc

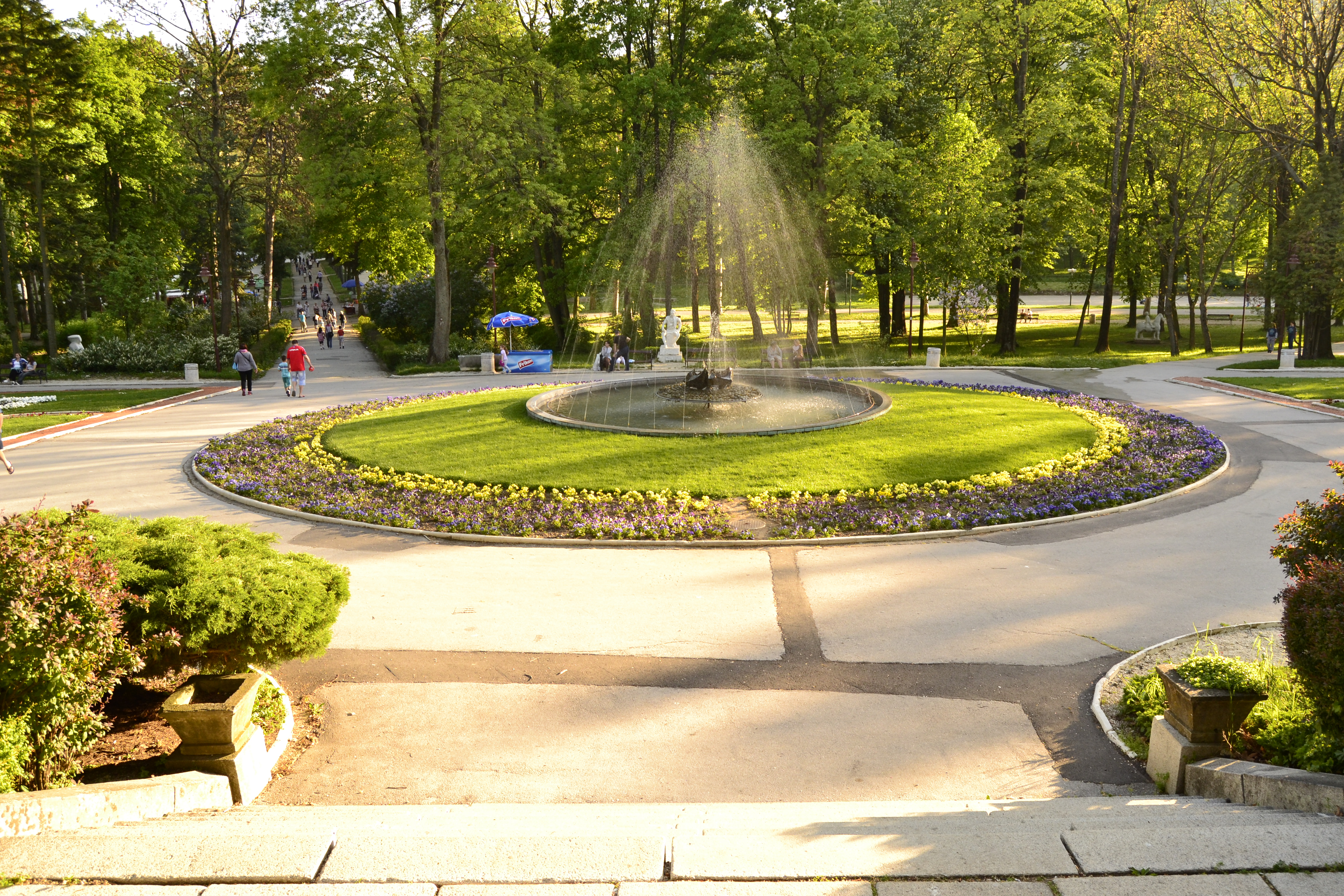
Parcul spa - Bukovička Banja din Aranđelovac.

Frumosul parc spa Bukovička Banja își împarte popularitatea cu apa minerală din Aranđelovac. Parcul are o suprafață de 21,5 ha cu o expoziție permanentă a figurilor din marmură ale celor mai eminenți autori autohtoni (ex-iugoslavi) și străini, un produs al tradiției de peste 30 de ani al festivalului Mermer i zvuci. Toate evenimentele au loc în scena deschisă de vară din parc sau în Sala Kneževa, în hotelul Staro Zdanje. Acest hotel vechi de 150 de ani este situat în parcul propriu-zis, iar scopul său inițial a fost acela de a fi reședința de vară al dinastiei Obrenović. Pavilionul Prințului Miloš și mai multe izvoare de apă minerală sunt, de asemenea, amplasate în parc. Apa minerală este utilizată în spa împreună cu lutul din zona locală pentru vindecarea bolilor sistemului gastro-intestinal, ficatului și sistemului biliar, al afecțiunilor respiratorii și ale organelor locomotorii. Cel mai important hotel și stațiune balneară, luxosul hotel Izvor, este situat în apropierea parcului. Pe lângă cazare pentru oaspeții săi, hotelul oferă servicii pentru diverse întâlniri, congrese, SPA și wellness. 

### Alte

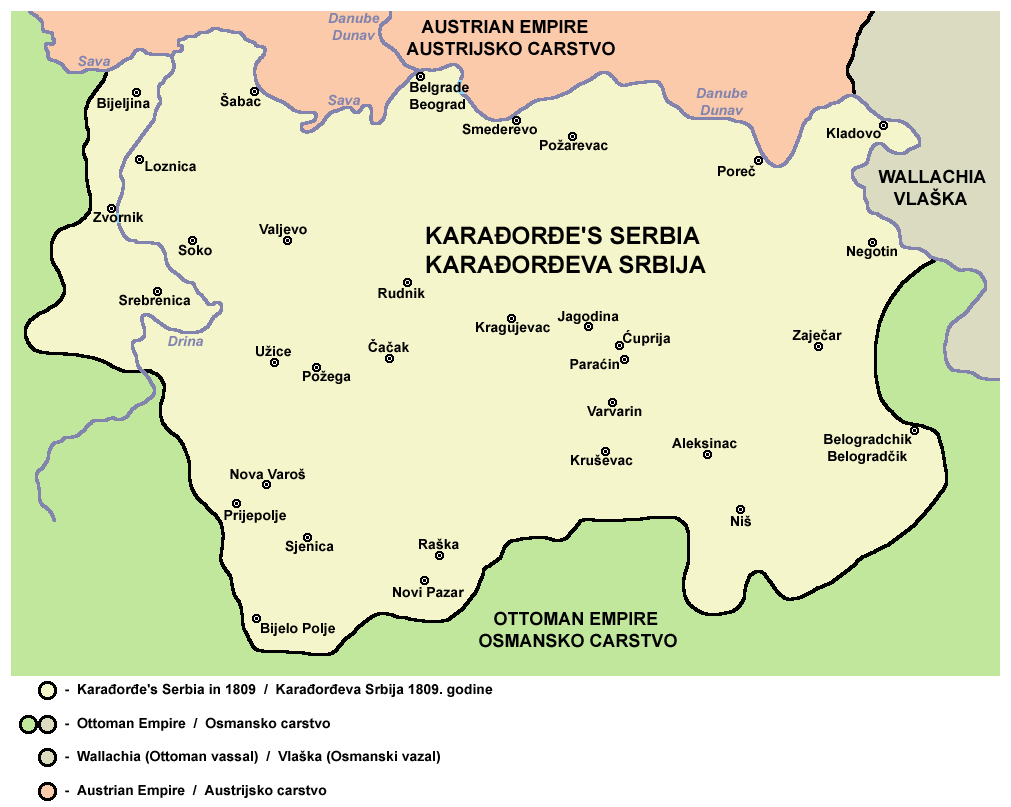
Serbia în timpul Primei Răscoale Sârbe.

Zona comunei Aranđelovac are, de asemenea, o importanță istorică. Prima Răscoală Sârbă împotriva turcilor din 1804 a început în satul Orašac (la 6 kilometri (3,73 mi) distanță de oraș). Un complex în Marićevića Jaruga din Orašac comemorează locul în care a început rebeliunea. 15 februarie, ziua răscoalei, este sărbătorită ca ziua în a fost fondat statul sârb modern. 
La 10 kilometri (6,21 mi) depărtare de Aranđelovac se află lacul de acumulare  Garaši, din care este alimentat cu apă Aranđelovacul. Lacul cuprinde 65 de hectare (160 de acri), cel mai adânc punct al său se află la 22 de metri, este bogat în pește și este locul preferat al pescarilor din oraș. Muzeul Aranđelovac are o expoziție permanentă cu diverse obiecte din Peștera neolitică Risovačka, care se află chiar la intrarea în oraș.

## Galerie

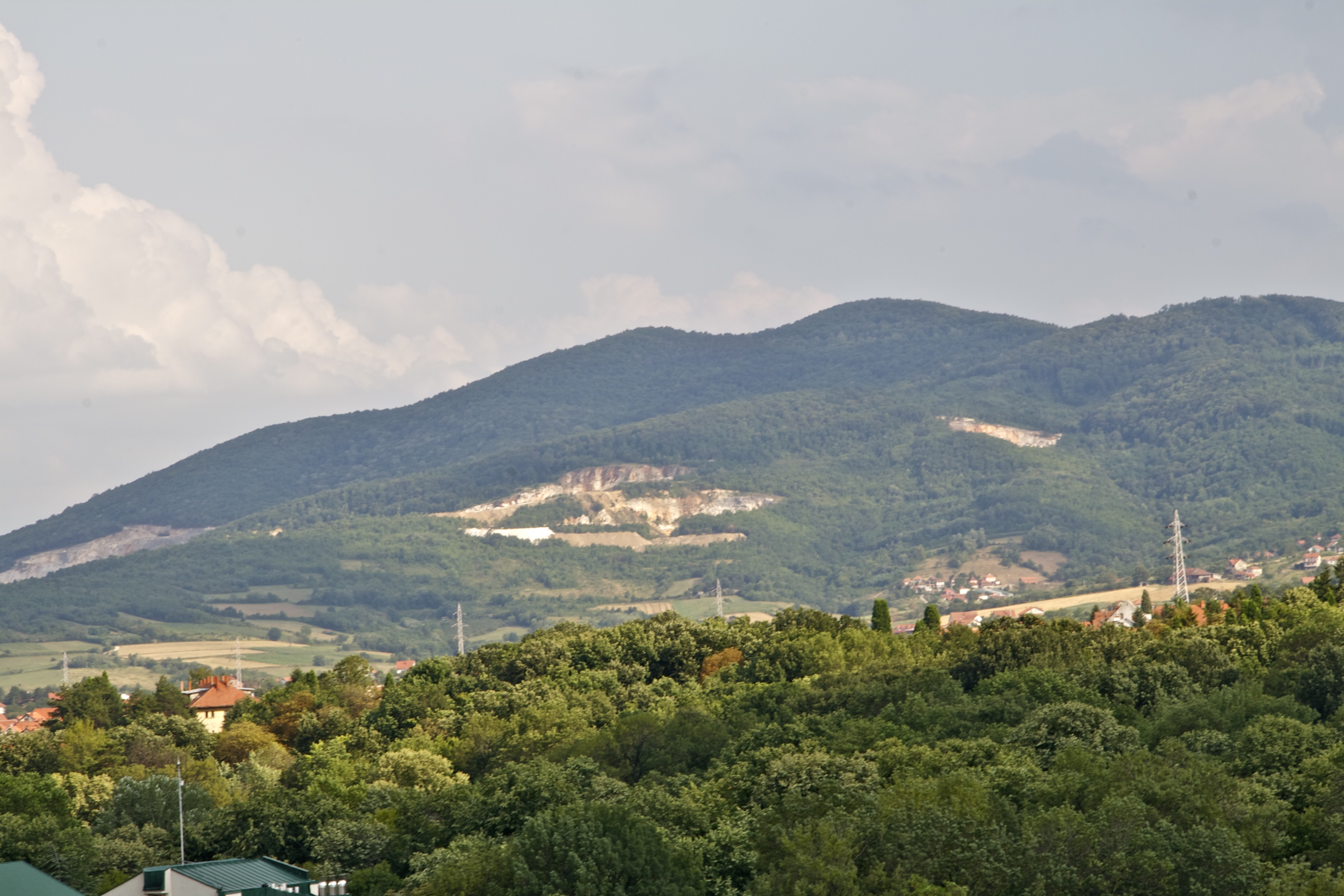
Muntele Venčac
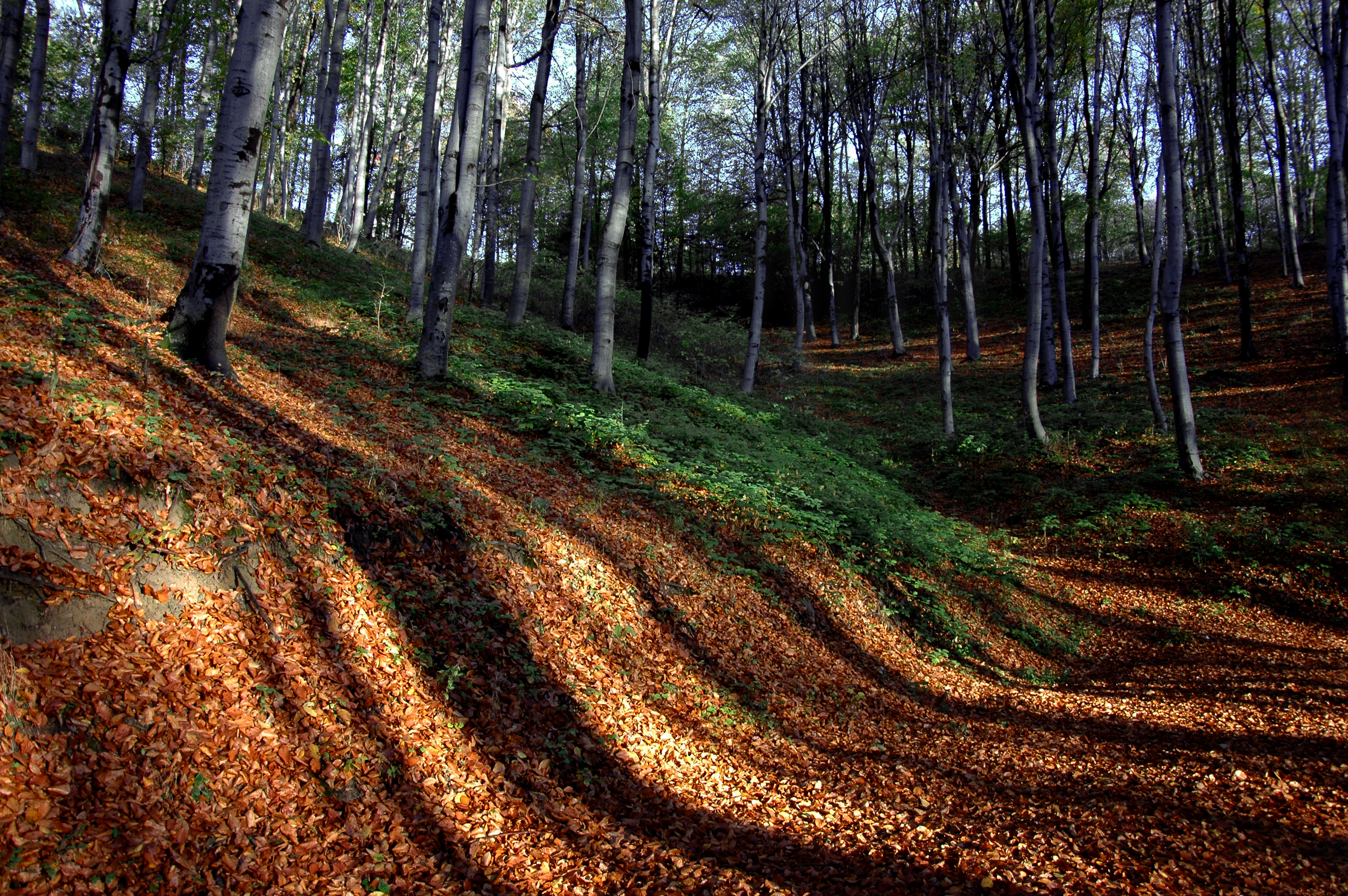
Muntele forestier Bukulja
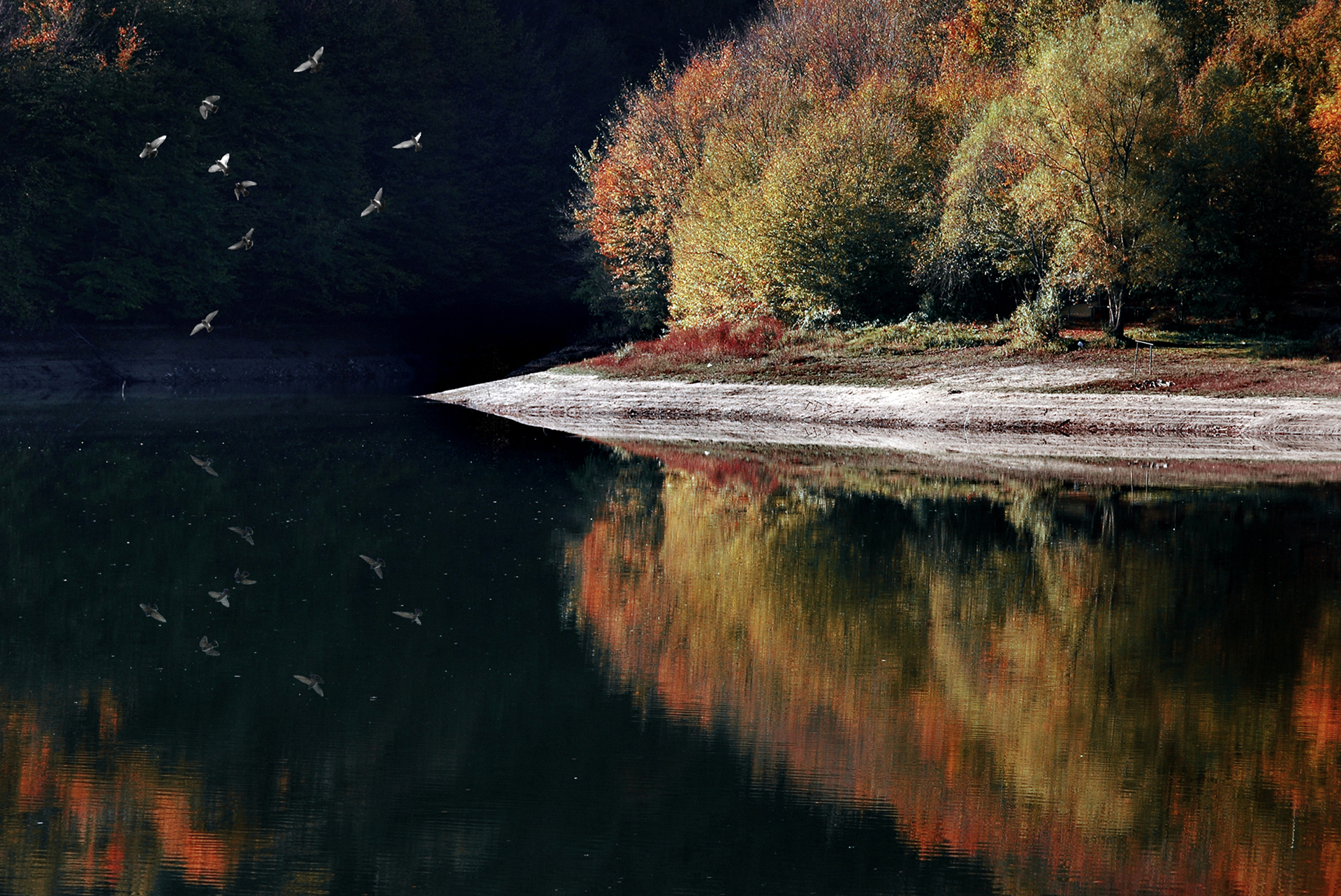
Lacul Garaši
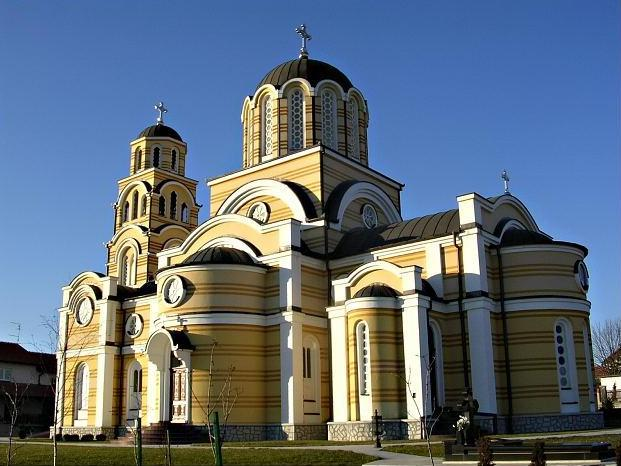
Biserica Ortodoxă din Aranđelovac
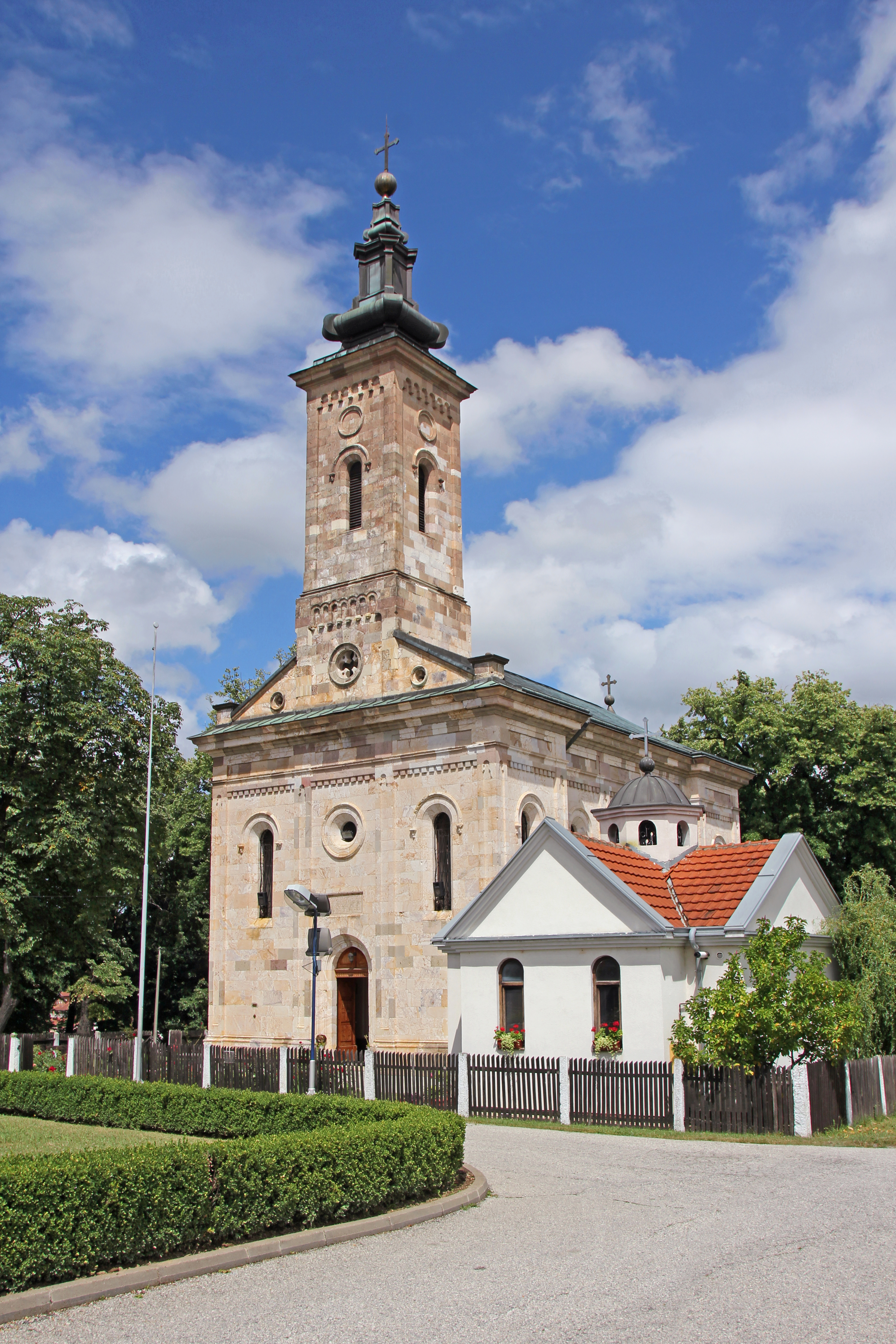
Biserica Sf. Arhanghel Gavrilo
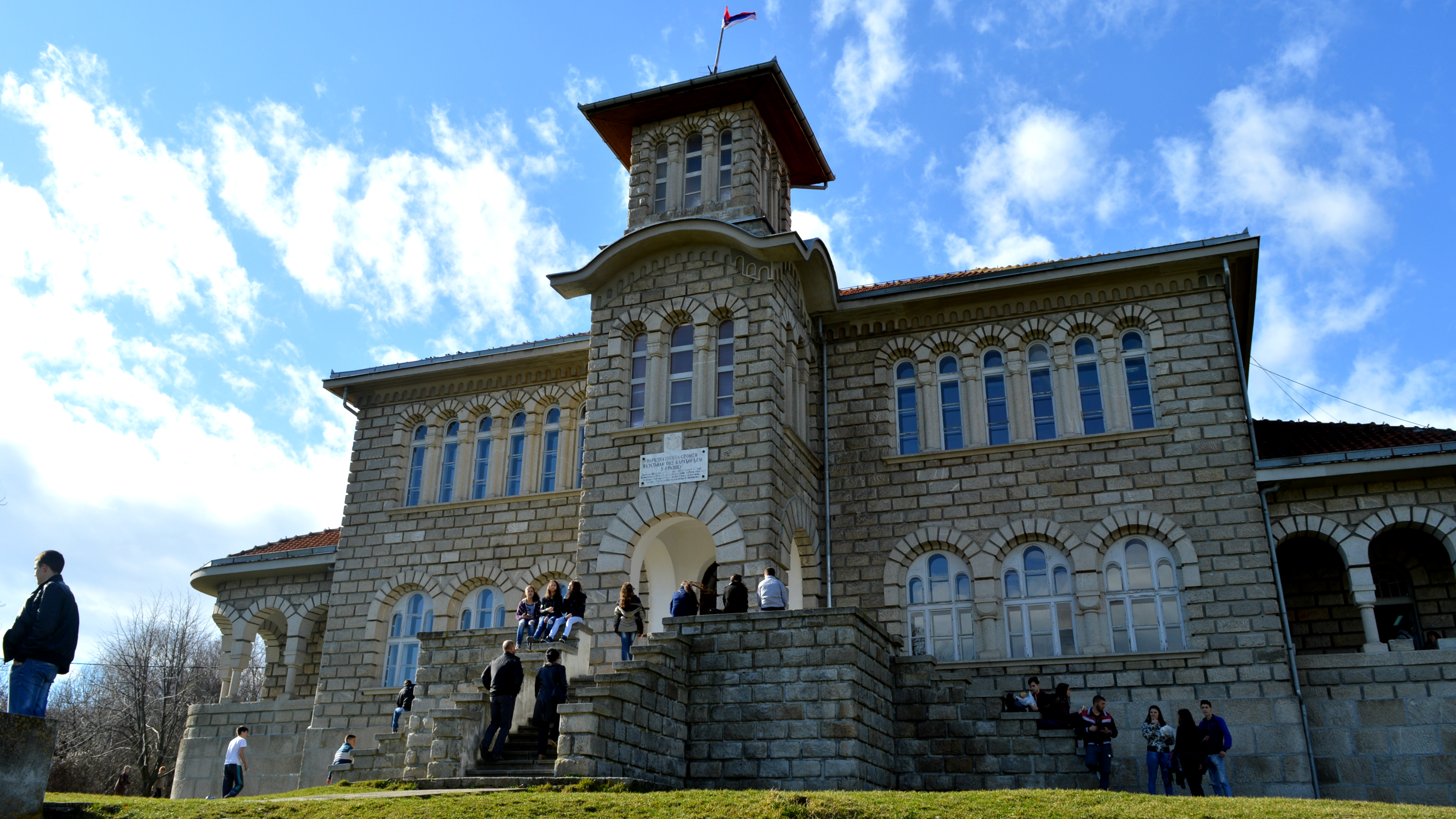
Orasac
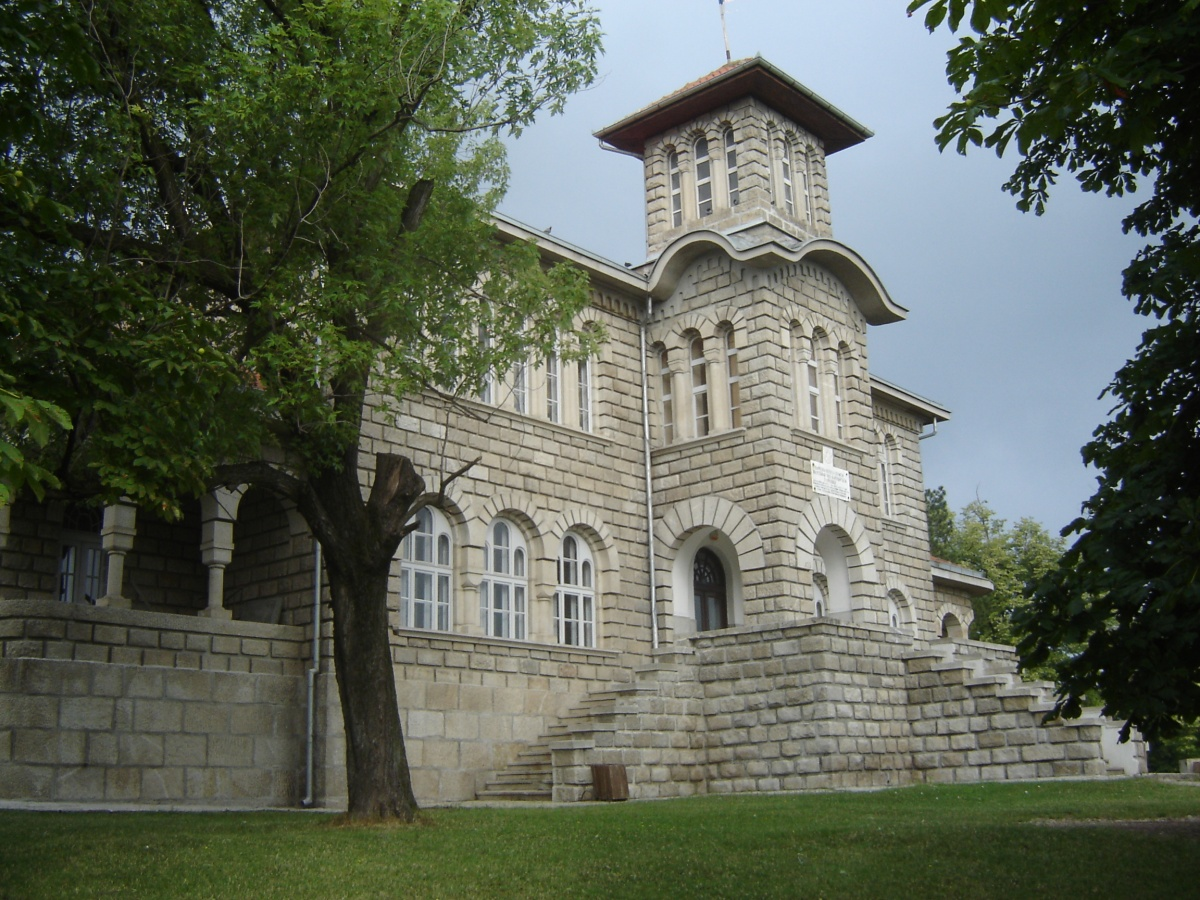
Clădirea școlii Orašac
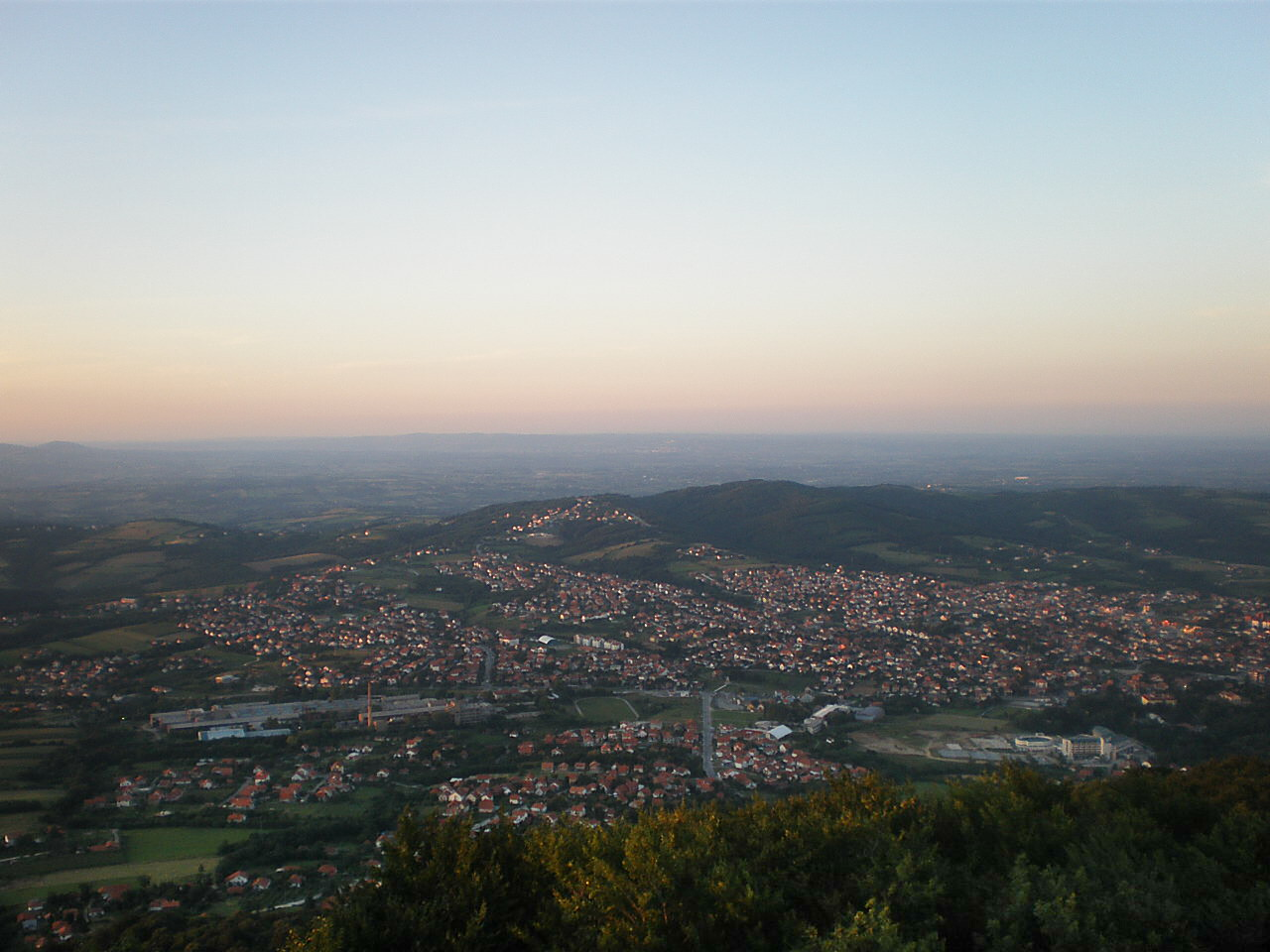
Panorama orașului Aranđelovac
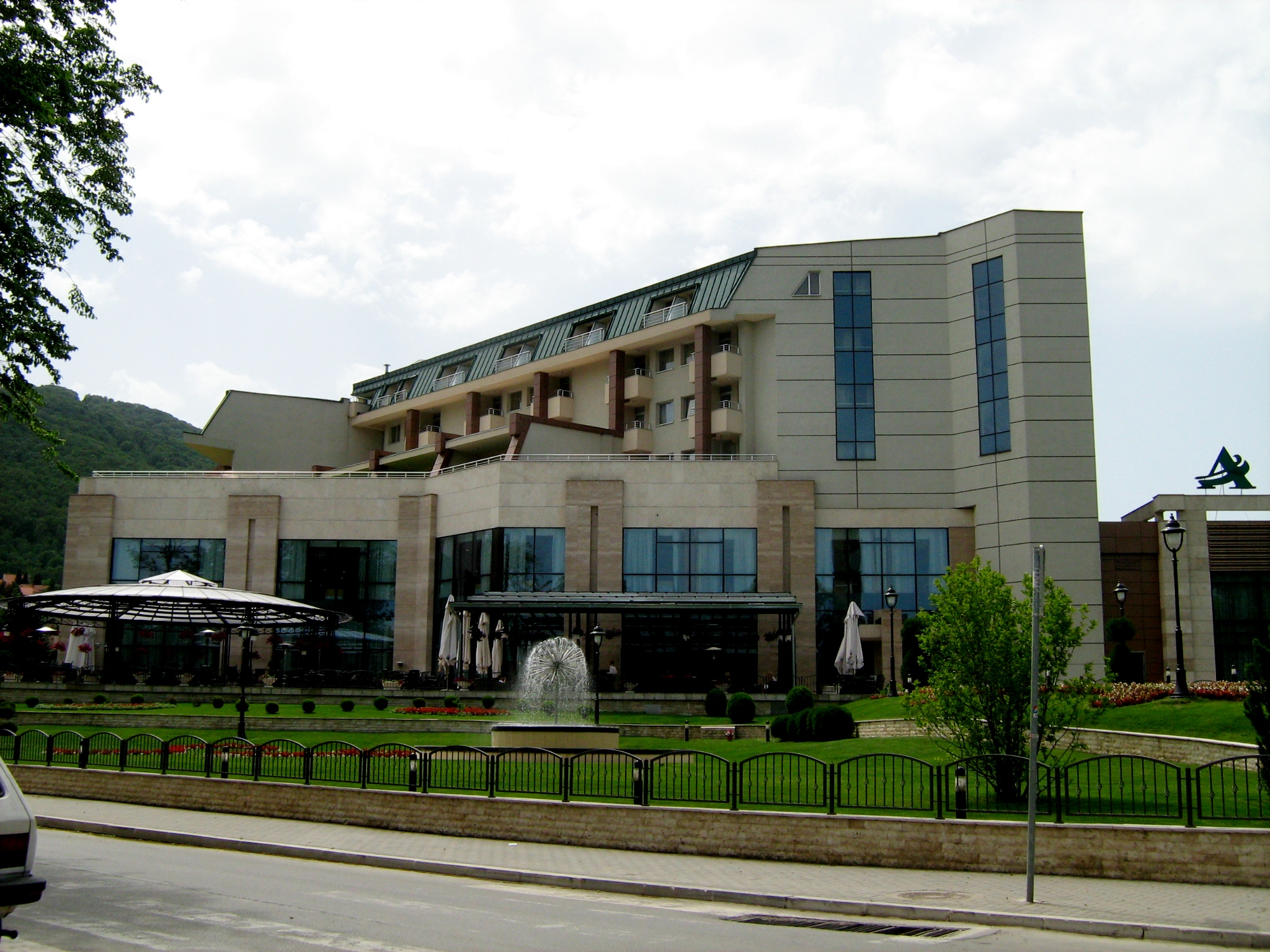
Hotel Izvor
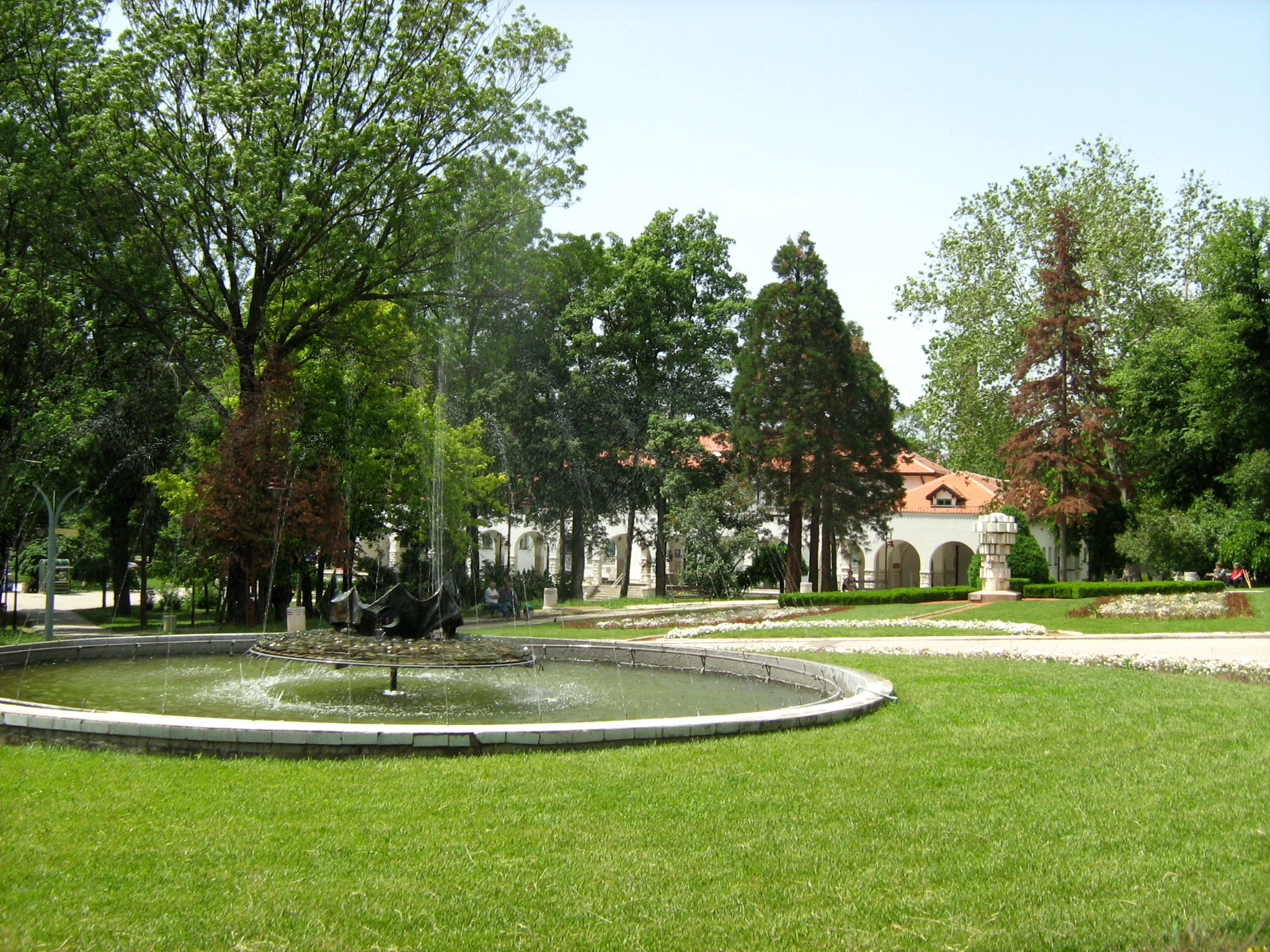
Fântâna parcului urban
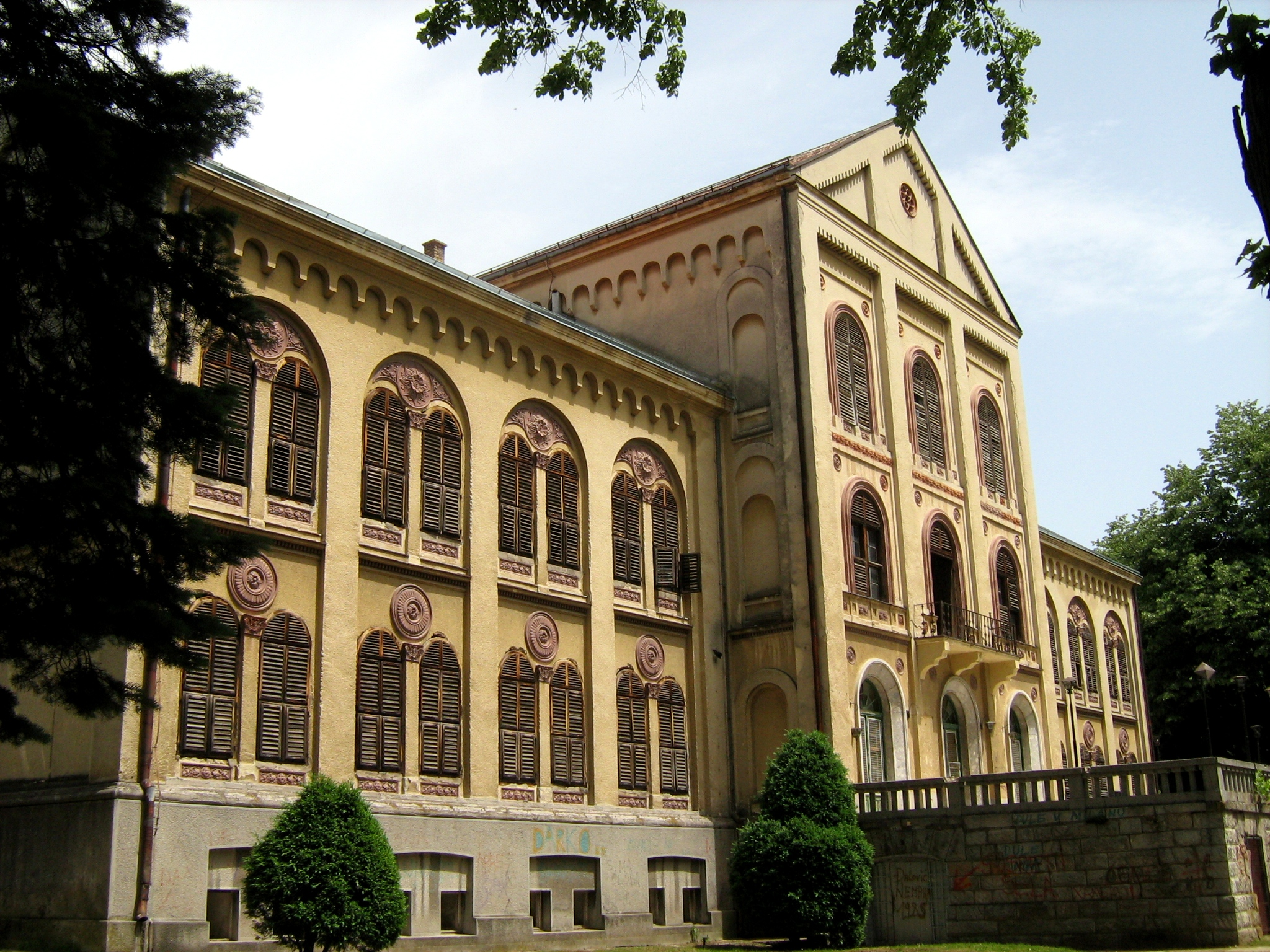
Clădirea Staro zdanje

## Relații internaționale

### Orașe gemene - orașe surori
Aranđelovac este înfrățit cu: 
- Ptuj, Slovenia

## În cultura populară
Aranđelovac apare în filmul Marșul spre Drina din 1964 regizat de Živorad (Žika) Mitrović. Astfel, la 10 august 1914, în timpul Primului Război Mondial, în zona orașului Aranđelovac, se află cantonată bateria de artilerie sârbă comandată de căpitanul (fictiv) Kosta Hadživuković (interpretat de Aleksandar Gavrić). Aceasta va participa la un marș forțat către Muntele Cer din vestul Serbiei pentru a se confrunta cu trupele austro-ungare care invadaseră țara prin traversarea râului Drina și apoi va rezista eroic în Bătălia de pe Muntele Cer (15-24 august 1914), care a fost urmată de alungarea forțelor inamice peste râul Drina.